# Шмукер, Бил
Бил Меланхтон Шмукер (англ. Beale Melanchthon Schmucker, 26 августа 1827, Геттисберг, Пенсильвания — 15 октября 1888) — американский лютеранский пастор, литургист и историк.

## Биография
Преподобный Бил М. Шмукер, доктор богословия, родился в Геттисберге, штат Пенсильвания, в семье американского лютеранского пастора и теолога немецкого происхождения Сэмюэля Саймона Шмукера и Мэри Кэтрин Стинберген. В 1844 году он окончил Пенсильванский колледж. В 1847 году Шмукер окончил Лютеранскую теологическую семинарию в Геттисберге. На момент своей смерти в 1888 году Шмукер занимал должность секретаря Ассоциации выпускников Филадельфийской лютеранской семинарии. В 1870 году он получил степень доктора права в Пенсильванском университете.
Шмукер был пастором лютеранских церквей в Мартинсберге, Западная Вирджиния, и Шепердстауне, Западная Вирджиния, с 1847 по 1851 год; Аллентауне, Пенсильвания, с 1852 года; Истоне, Пенсильвания, с 1862 года; Рединге, Пенсильвания, с 1867 года; и Поттстауне, Пенсильвания, с 1881 по 1888 год.
Шмукер работал вместе с А. Т. Гайсенхайнером над книгой «Литургия для использования в евангелическо-лютеранской церкви». В частности, Шмукер работал над возрождением исторической литургической практики. Его познания в деталях вопросов, касающихся порядка богослужения, особенно в лютеранской церкви XVI и XVII веков, были необычайно обширны и точны.

## Избранные труды
- The First Pennsylvania Liturgy, Adopted in 1748 (1882)
- The Early History of the Tulpehocken Churches (1882)
- The Lutheran Church in Pottstown (1882)
- The Lutheran Church in Frederick, Maryland (in Quarterly Review, 1883)
- The Lutheran Church in the City of New York during the First Century of its History (in Church Review, 1884–85)
- The Organization of the Congregation in the Early Lutheran Churches in America (1887)
- A Liturgy for the Use of the Evangelical Lutheran Church (1888)

Он был соредактором журнала Hallesche Nachrichten (Аллентаун, Пенсильвания и Галле, Германия, т. I, 1884; англ. изд., Рединг, Пенсильвания, т. I, 1882), который является основным источником информации о ранней истории лютеранской церкви в Соединённых Штатах. Шмукер также был редактором следующих произведений:
- Liturgy of the Ministerium of Pennsylvania (Philadelphia, 1860)
- Collection of Hymns of the Ministerium of Pennsylvania (1865)
- Church-Book of the General Council (1868)
- Ministerial Acts of the General Council (1887).

Он опубликовал множество статей по доктринальным, историческим и литургическим вопросам, многие из которых были переизданы отдельно в виде брошюр.